# 8月16日 (旧暦)
旧暦8月16日は旧暦8月の16日目である。六曜は大安である。

## できごと
- 神護景雲元年（ユリウス暦767年9月13日） - 雲の瑞祥により天平神護から神護景雲に改元[要出典]
- 久寿2年（ユリウス暦1155年9月14日） - 源義朝の弟の源義賢が義朝の長男の源義平の襲撃を受けて殺害される(大蔵合戦)[要出典]。義賢の子の源義仲は木曾に逃れる。
- 永享10年（ユリウス暦1438年9月5日） - 永享の乱。鎌倉公方・足利持氏が関東管領・上杉憲実の攻撃に出陣

## 誕生日
- 元和8年（グレゴリオ暦1622年9月21日） - 山鹿素行、儒学者（+ 1685年）
- 延宝8年（グレゴリオ暦1680年9月8日） - 京極宮文仁親王、日本の皇族（+ 1711年）

## 忌日
- 康和元年（ユリウス暦1099年9月3日） - 藤原通俊、歌人（* 1047年）
- 久寿2年（ユリウス暦1155年9月14日） - 源義賢、武将（* 生年不詳）
- 正慶2年/元弘3年（ユリウス暦1333年9月25日） - 守邦親王、鎌倉幕府9代将軍（* 1301年）
- 暦応2年/延元4年（ユリウス暦1339年9月19日） - 後醍醐天皇、96代天皇（* 1288年）
- 明治元年（グレゴリオ暦1868年10月1日） - 河井継之助、長岡藩家老（* 1827年）